# SN Sempac
La SN Sempac (acronyme de Société nationale des semouleries, meuneries, fabriques de pâtes alimentaires et cousous) est une ancienne entreprise publique algérienne qui a été créée à la suite de la nationalisation des entreprises du secteur à l'indépendance de l'Algérie.

## Historique

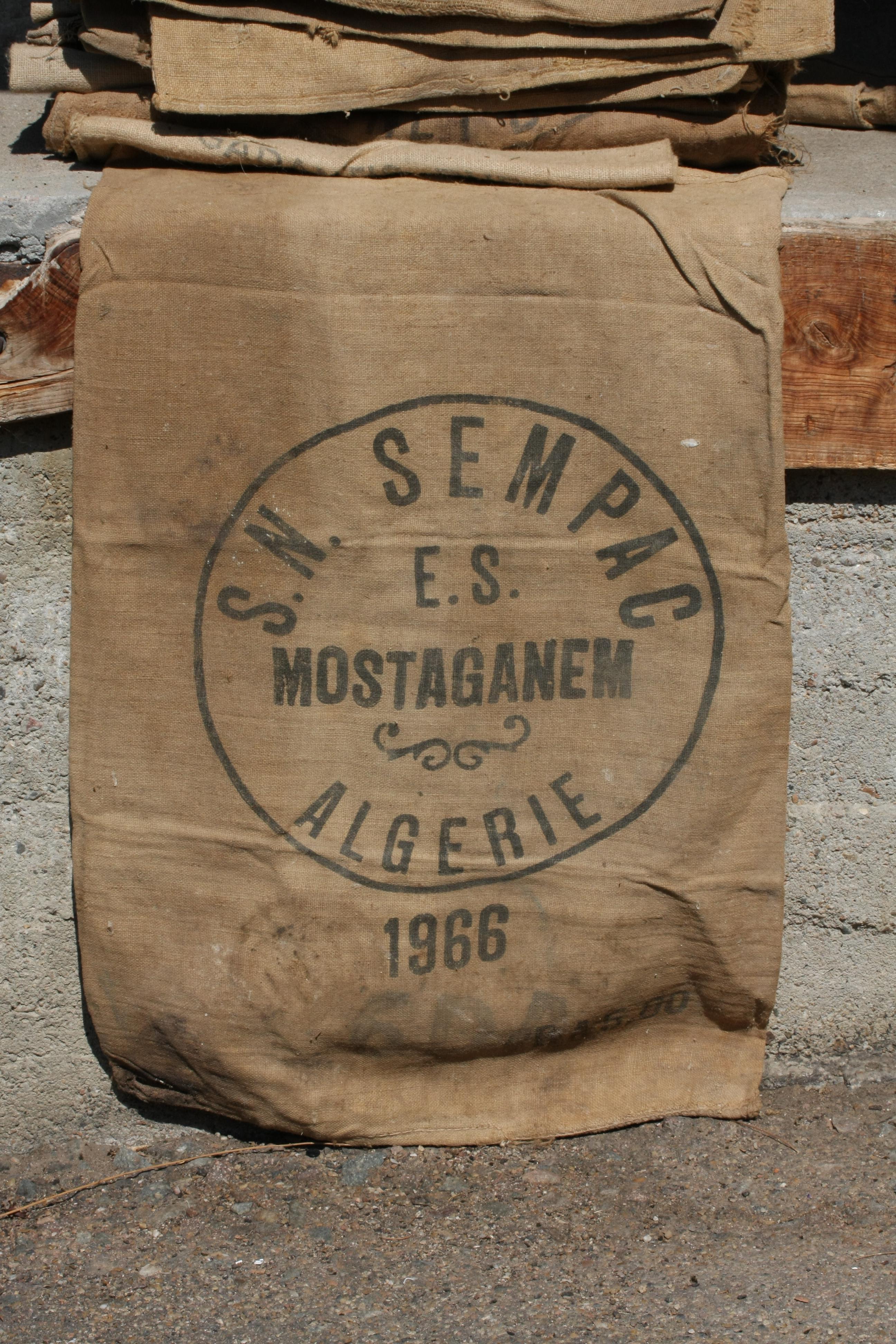
Sac de Semoule produit en 1966

En 1964, un décret portant nationalisation des meuneries, semouleries et fabriques de pâtes et couscous est adopté par le président de la république algérienne Ahmed Ben Bella.
Un an plus tard, en 1965, la SN SEMPAC est créée à partir de toutes les entreprises nationalisées.
En 1968, le secteur de la biscuiterie y sera intégré, puis en 1976, le secteur de la levure.
En 1982, la SN SEMPAC est démantelée pour la création de 5 entreprises régionales dénommées ERIAD pour Entreprise régionale des industries alimentaires céréalières et dérivées :
- ERIAD Alger
- ERIAD Sétif
- ERIAD Constantine
- ERIAD Tiaret
- ERIAD Sidi Bel Abbes

## Liste des unités de production
À son apogée, elle comptait un peu plus de 100 unités de productions à travers le pays.
En 1978, dans un arrêté du ministre des industries légères, 90 unités sont recensées.

## Sport
À Mascara, une équipe de football appelée Olympique SEMPAC avait été créée, elle a évolué jusqu'en deuxième division pendant plusieurs saisons durant les années 1970. L'ancien international Lakhdar Belloumi y a été formé.